# Nagy mangókolibri
A nagy mangókolibri (Anthracothorax viridis) a madarak osztályának sarlósfecske-alakúak (Apodiformes) rendjébe és a kolibrifélék (Trochilidae) családjába tartozó faj.

## Rendszerezése
A fajt Jean-Baptiste Audebert és Louis Pierre Vieillot írták le 1801-ben, Trochilus nembe Trochilus viridis néven.

## Előfordulása
Puerto Rico területén honos. Természetes élőhelyei a szubtrópusi és trópusi síkvidéki és hegyi esőerdők, cserjések, valamint erősen leromlott egykori erdők, de megtalálható ültetvényeken és vidéki kertekben is.

## Megjelenése
Testhossza 14 centiméter.

## Életmódja
Nektárral táplálkozik.

## Természetvédelmi helyzete
Az elterjedési területe rendkívül nagy, egyedszáma ismeretlen. A Természetvédelmi Világszövetség Vörös listáján nem fenyegetett fajként szerepel.